# Jazz Muller
Pour les articles homonymes, voir Muller.

a Compétitions nationales et continentales officielles uniquement.

b Matchs officiels uniquement.
Dernière mise à jour le 20 septembre 2018.
 Brian Leo Muller, dit Jazz Muller, né le 11 juin 1942 à Eltham (Nouvelle-Zélande) et mort le 12 décembre 2019, est un joueur de rugby à XV qui a joué avec l'équipe de Nouvelle-Zélande. Il évoluait au poste de pilier (1,85 m pour 114 kg). 

## Carrière
Jazz Muller a joué 65 matchs avec la province de Taranaki.
Il a disputé son premier test match avec l'équipe de Nouvelle-Zélande le 19 août 1967 contre l'Australie. Son dernier test match fut contre les Lions britanniques, le 14 août 1971. 

## Palmarès
- Nombre de test matchs avec les Blacks : 14
- Nombre total de matchs avec les Blacks : 35